# Giro d'Italia 2024
107. ročník etapového cyklistického závodu Giro d'Italia se konal mezi 4. a 26. květnem 2024 v Itálii. Závod byl součástí UCI World Tour 2024 na úrovni 2. UWT. Součástí závodu byly také dvě individuální časovky a čtyři etapy delší než 200 km.

## Týmy
Závodu se zúčastnilo všech 18 UCI WorldTeamů, které byly automaticky pozvány a byly povinny se zúčastnit, a 4 UCI ProTeamy.
UCI WorldTeamy
- AG2R Citroën
- Alpecin-Deceuninck
- Arkéa Samsic
- Astana Qazaqstan
- Bahrain Victorious
- Bora-Hansgrohe
- Cofidis
- DSM–Firmenich
- EF Education-EasyPost
- Groupama-FDJ
- Ineos Grenadiers
- Intermarché-Circus-Wanty
- Jayco AlUla
- Jumbo-Visma
- Lidl-Trek
- Movistar
- Soudal-Quick Step
- UAE Team Emirates

UCI ProTeamy
- Israel-Premier Tech
- Tudor Pro Cycling Team
- Polti–Kometa
- VF Group–Bardiani–CSF–Faizanè

## Trasa a etapy
| Etapa         | Datum         | Trasa                                                | Vzdálenost | Typ        | Typ                     | Vítěz                        |            |
| ------------- | ------------- | ---------------------------------------------------- | ---------- | ---------- | ----------------------- | ---------------------------- | ---------- |
| 1             | 4. května     | Venaria Reale – Turín                                | 136 km     |            | Kopcovitá etapa         | Jhonatan Narváez (ECU)       |            |
| 2             | 5. května     | San Francesco al Campo – Santuario di Oropa (Biella) | 150 km     |            | Kopcovitá etapa         | Tadej Pogačar (SLO)          |            |
| 3             | 6. května     | Novara – Fossano                                     | 165 km     |            | Rovinatá etapa          | Tim Merlier (BEL)            |            |
| 4             | 7. května     | Acqui Terme – Andora                                 | 187 km     |            | Rovinatá etapa          | Jonathan Milan (ITA)         |            |
| 5             | 8. května     | Janov – Lucca                                        | 176 km     |            | Kopcovitá etapa         | Benjamin Thomas (FRA)        |            |
| 6             | 9. května     | Viareggio – Rapolano Terme                           | 177 km     |            | Kopcovitá etapa         | Pelayo Sánchez (ESP)         |            |
| 7             | 10. května    | Foligno – Perugia                                    | 37,2 km    |            | Individuální časovka    | Tadej Pogačar (SLO)          |            |
| 8             | 11. května    | Spoleto – Prati di Tivo                              | 153 km     |            | Horská etapa            | Tadej Pogačar (SLO)          |            |
| 9             | 12. května    | Avezzano – Neapol                                    | 206 km     |            | Kopcovitá etapa         | Olav Kooij (NED)             |            |
|               | 13. května    |                                                      |            |            | Volný den               | Volný den                    |            |
| 10            | 14. května    | Pompei – Cusano Mutri                                | 141 km     |            | Středně kopcovitá etapa | Valentin Paret-Peintre (FRA) |            |
| 11            | 15. května    | Foiano di Val Fortore – Francavilla al Mare          | 203 km     |            | Rovinatá etapa          | Jonathan Milan (ITA)         |            |
| 12            | 16. května    | Martinsicuro – Fano                                  | 183 km     |            | Kopcovitá etapa         | Julian Alaphilippe (FRA)     |            |
| 13            | 17. května    | Riccione – Cento                                     | 179 km     |            | Rovinatá etapa          | Jonathan Milan (ITA)         |            |
| 14            | 18. května    | Castiglione delle Stiviere – Desenzano del Garda     | 31 km      |            | Individuální časovka    | Filippo Ganna (ITA)          |            |
| 15            | 19. května    | Manerba del Garda – Livigno                          | 220 km     |            | Horská etapa            | Tadej Pogačar (SLO)          |            |
|               | 20. května    |                                                      |            |            | Volný den               | Volný den                    |            |
| 16            | 21. května    | Livigno – Santa Cristina Valgardena                  | 202 km     |            | Horská etapa            | Tadej Pogačar (SLO)          |            |
| 17            | 22. května    | Selva di Val Gardena – Passo del Brocon              | 154 km     |            | Horská etapa            | Georg Steinhauser (GER)      |            |
| 18            | 23. května    | Fiera di Primiero – Padova                           | 166 km     |            | Rovinatá etapa          | Tim Merlier (BEL)            |            |
| 19            | 24. května    | Mortegliano – Sappada                                | 154 km     |            | Středně kopcovitá etapa | Andrea Vendrame (ITA)        |            |
| 20            | 25. května    | Alpago – Bassano del Grappa                          | 175 km     |            | Horská etapa            | Tadej Pogačar (SLO)          |            |
| 21            | 26. května    | Řím – Řím                                            | 126 km     |            | Rovinatá etapa          | Tim Merlier (BEL)            |            |
| Celková délka | Celková délka | Celková délka                                        | 3 321,2 km | 3 321,2 km | 3 321,2 km              | 3 321,2 km                   | 3 321,2 km |

## Průběžné pořadí
| Etapa          | Vítěz                  | Celkové pořadí   | Bodovací soutěž  | Vrchařská soutěž | Soutěž mladých jezdců | Soutěž týmů                | Sprinterská soutěž | Cena bojovnosti         | Úniková soutěž   |
| -------------- | ---------------------- | ---------------- | ---------------- | ---------------- | --------------------- | -------------------------- | ------------------ | ----------------------- | ---------------- |
| 1              | Jhonatan Narváez       | Jhonatan Narváez | Jhonatan Narváez | Lilian Calmejane | Alex Baudin           | Ineos Grenadiers           | Damiano Caruso     | Amanuel Ghebreigzabhier | Lilian Calmejane |
| 2              | Tadej Pogačar          | Tadej Pogačar    | Filippo Fiorelli | Tadej Pogačar    | Cian Uijtdebroeks     | Bora-Hansgrohe             | Andrea Piccolo     | Andrea Piccolo          | Filippo Fiorelli |
| 3              | Tim Merlier            | Tadej Pogačar    | Tim Merlier      | Tadej Pogačar    | Cian Uijtdebroeks     | Bora-Hansgrohe             | Filippo Fiorelli   | Filippo Fiorelli        | Filippo Fiorelli |
| 4              | Jonathan Milan         | Tadej Pogačar    | Jonathan Milan   | Tadej Pogačar    | Cian Uijtdebroeks     | Ineos Grenadiers           | Filippo Fiorelli   | Francisco Muñoz         | Lilian Calmejane |
| 5              | Benjamin Thomas        | Tadej Pogačar    | Jonathan Milan   | Tadej Pogačar    | Cian Uijtdebroeks     | Ineos Grenadiers           | Filippo Fiorelli   | Mattia Bais             | Lilian Calmejane |
| 6              | Pelayo Sánchez         | Tadej Pogačar    | Jonathan Milan   | Tadej Pogačar    | Cian Uijtdebroeks     | Ineos Grenadiers           | Filippo Fiorelli   | Julian Alaphilippe      | Lilian Calmejane |
| 7              | Tadej Pogačar          | Tadej Pogačar    | Jonathan Milan   | Tadej Pogačar    | Luke Plapp            | Ineos Grenadiers           | Filippo Fiorelli   | neuděleno               | Lilian Calmejane |
| 8              | Tadej Pogačar          | Tadej Pogačar    | Jonathan Milan   | Tadej Pogačar    | Cian Uijtdebroeks     | Decathlon–AG2R La Mondiale | Filippo Fiorelli   | Romain Bardet           | Lilian Calmejane |
| 9              | Olav Kooij             | Tadej Pogačar    | Jonathan Milan   | Tadej Pogačar    | Cian Uijtdebroeks     | Decathlon–AG2R La Mondiale | Filippo Fiorelli   | Mirco Maestri           | Andrea Pietrobon |
| 10             | Valentin Paret-Peintre | Tadej Pogačar    | Jonathan Milan   | Tadej Pogačar    | Cian Uijtdebroeks     | Decathlon–AG2R La Mondiale | Filippo Fiorelli   | Jan Tratnik             | Andrea Pietrobon |
| 11             | Jonathan Milan         | Tadej Pogačar    | Jonathan Milan   | Tadej Pogačar    | Antonio Tiberi        | Decathlon–AG2R La Mondiale | Filippo Fiorelli   | Edoardo Affini          | Andrea Pietrobon |
| 12             | Julian Alaphilippe     | Tadej Pogačar    | Jonathan Milan   | Tadej Pogačar    | Antonio Tiberi        | Decathlon–AG2R La Mondiale | Julian Alaphilippe | Julian Alaphilippe      | Andrea Pietrobon |
| 13             | Jonathan Milan         | Tadej Pogačar    | Jonathan Milan   | Tadej Pogačar    | Antonio Tiberi        | Decathlon–AG2R La Mondiale | Andrea Pietrobon   | Andrea Pietrobon        | Andrea Pietrobon |
| 14             | Filippo Ganna          | Tadej Pogačar    | Jonathan Milan   | Tadej Pogačar    | Antonio Tiberi        | Ineos Grenadiers           | Andrea Pietrobon   | neuděleno               | Andrea Pietrobon |
| 15             | Tadej Pogačar          | Tadej Pogačar    | Jonathan Milan   | Tadej Pogačar    | Antonio Tiberi        | Ineos Grenadiers           | Andrea Pietrobon   | Nairo Quintana          | Andrea Pietrobon |
| 16             | Tadej Pogačar          | Tadej Pogačar    | Jonathan Milan   | Tadej Pogačar    | Antonio Tiberi        | Decathlon–AG2R La Mondiale | Andrea Pietrobon   | Julian Alaphilippe      | Andrea Pietrobon |
| 17             | Georg Steinhauser      | Tadej Pogačar    | Jonathan Milan   | Tadej Pogačar    | Antonio Tiberi        | Decathlon–AG2R La Mondiale | Andrea Pietrobon   | Nairo Quintana          | Andrea Pietrobon |
| 18             | Tim Merlier            | Tadej Pogačar    | Jonathan Milan   | Tadej Pogačar    | Antonio Tiberi        | Decathlon–AG2R La Mondiale | Andrea Pietrobon   | Mirco Maestri           | Andrea Pietrobon |
| 19             | Andrea Vendrame        | Tadej Pogačar    | Jonathan Milan   | Tadej Pogačar    | Antonio Tiberi        | Decathlon–AG2R La Mondiale | Julian Alaphilippe | Julian Alaphilippe      | Andrea Pietrobon |
| 20             | Tadej Pogačar          | Tadej Pogačar    | Jonathan Milan   | Tadej Pogačar    | Antonio Tiberi        | Decathlon–AG2R La Mondiale | Andrea Pietrobon   | Giulio Pellizzari       | Andrea Pietrobon |
| 21             | Tim Merlier            | Tadej Pogačar    | Jonathan Milan   | Tadej Pogačar    | Antonio Tiberi        | Decathlon–AG2R La Mondiale | Andrea Pietrobon   | Ewen Costiou            | Andrea Pietrobon |
| Konečné pořadí | Konečné pořadí         | Tadej Pogačar    | Jonathan Milan   | Tadej Pogačar    | Antonio Tiberi        | Decathlon–AG2R La Mondiale | Andrea Pietrobon   | Julian Alaphilippe      | Andrea Pietrobon |

## Konečné pořadí
| Legenda | Legenda                         | Legenda | Legenda                               |
| ------- | ------------------------------- | ------- | ------------------------------------- |
|         | Označuje lídra celkového pořadí |         | Označuje lídra vrchařské soutěže      |
|         | Označuje lídra bodovací soutěže |         | Označuje lídra soutěže mladých jezdců |
|         | Označuje vítěze ceny bojovnosti |         |                                       |

### Celkové pořadí
| Pořadí | Jezdec                       | Tým                        | Čas         |
| ------ | ---------------------------- | -------------------------- | ----------- |
| 1      | Tadej Pogačar (SLO)          | UAE Team Emirates          | 79h 14' 03" |
| 2      | Daniel Felipe Martínez (COL) | Bora–Hansgrohe             | + 9' 56"    |
| 3      | Geraint Thomas (GBR)         | Ineos Grenadiers           | + 10' 24"   |
| 4      | Ben O'Connor (AUS)           | Decathlon–AG2R La Mondiale | + 12' 07"   |
| 5      | Antonio Tiberi (ITA)         | Team Bahrain Victorious    | + 12' 49"   |
| 6      | Thymen Arensman (NED)        | Ineos Grenadiers           | + 14' 31"   |
| 7      | Einer Rubio (COL)            | Movistar Team              | + 15' 52"   |
| 8      | Jan Hirt (CZE)               | Soudal–Quick-Step          | + 18' 05"   |
| 9      | Romain Bardet (FRA)          | Team dsm–firmenich PostNL  | + 20' 32"   |
| 10     | Michael Storer (AUS)         | Tudor Pro Cycling Team     | + 21' 11"   |